# Bend (Oregon)
Bend ist eine Stadt mit 99.178 Einwohnern (2020) im Deschutes County im US-Bundesstaat Oregon. Der Name des Ortes, Bend, leitet sich von dem weiten Bogen des Flusses Deschutes River her, an dem der Ort liegt. Leute, die den Deschutes River entlang gefahren sind, haben sich in dieser Kurve immer von den dort ansässigen Sägemühlen mit „Farewell Bend“ verabschiedet.
Der Ort liegt in der Hochwüste Oregons und ist die einwohnerreichste Stadt in der Region. Er liegt direkt in unmittelbarer Nähe zur Kaskadenkette und damit des Skigebiets Mount Bachelor. Gerade auch durch den Mt. Bachelor lebt Bend sehr stark vom Tourismus. Südlich der Stadt liegt das Newberry National Volcanic Monument, ein Naturschutzgebiet rund um einen der größten Schildvulkane der Kaskadenkette.

## Geschichte
Bis hin zum Winter im Jahre 1824 war die Bend-Region nur unter einheimischen Indianern, die dort jagten und angelten, bekannt. In diesem Jahr kam eine erste Gruppe von Einwanderern in dieses Gebiet. Im Beginn stand die Region um Bend aber im Schatten der Gegend um La Pine/Rosland, rund 50 km weiter südlich. Eine verstärkte Besiedlung durch Weiße begann jedoch erst am Anfang des 20. Jahrhunderts mit der Gründung der Pilot Butte Development Company. 1904 wurde die Stadt dann mit 300 Einwohnern offiziell gegründet. Erst durch diese systematische Erschließung wurde Bend zum wirtschaftlichen und Verwaltungs-Zentrum des Deschutes County.

## Geographie
Bend liegt auf 1.104 Metern über NN. Die Stadt hat eine Fläche von etwa 83,5 Quadratkilometern, davon 82,9 km² Landfläche und 0,6 km² Wasserfläche. Innerhalb der Stadt liegt der Pilot Butte, ein 150 m hoher Vulkankegel. Der Berg ist als State Scenic Viewpoint ausgewiesen. Seit 1998 findet jährlich im September der Pilot Butte Challenge statt, ein Volkslauf über eine Meile auf den Gipfel des Pilot Butte.

## Wirtschaft
Bend lebt sehr stark vom Tourismus, aber auch viele kleine Firmen wie zum Beispiel Brauereien sind Arbeitgeber. Die beiden Sägewerke Brooks-Scanlon und Shevlin-Hixon, die mit zu den größten Sägemühlen der Welt gehörten, sind inzwischen stillgelegt und abgerissen, an ihrer Stelle entstand das Einkaufs- und Freizeitzentrum Old Mill District.

## Sehenswürdigkeiten
Die Altstadt mit zahlreichen Häusern aus der Zeit zwischen 1910 und 1940 umfasst einige Häuserblocks und wurde restauriert. Außerhalb Bends liegt das High Desert Museum, ein Regionalmuseum zur Kultur, Geschichte und Natur der Oregon High Desert mit ausgedehnten Tiergehegen.

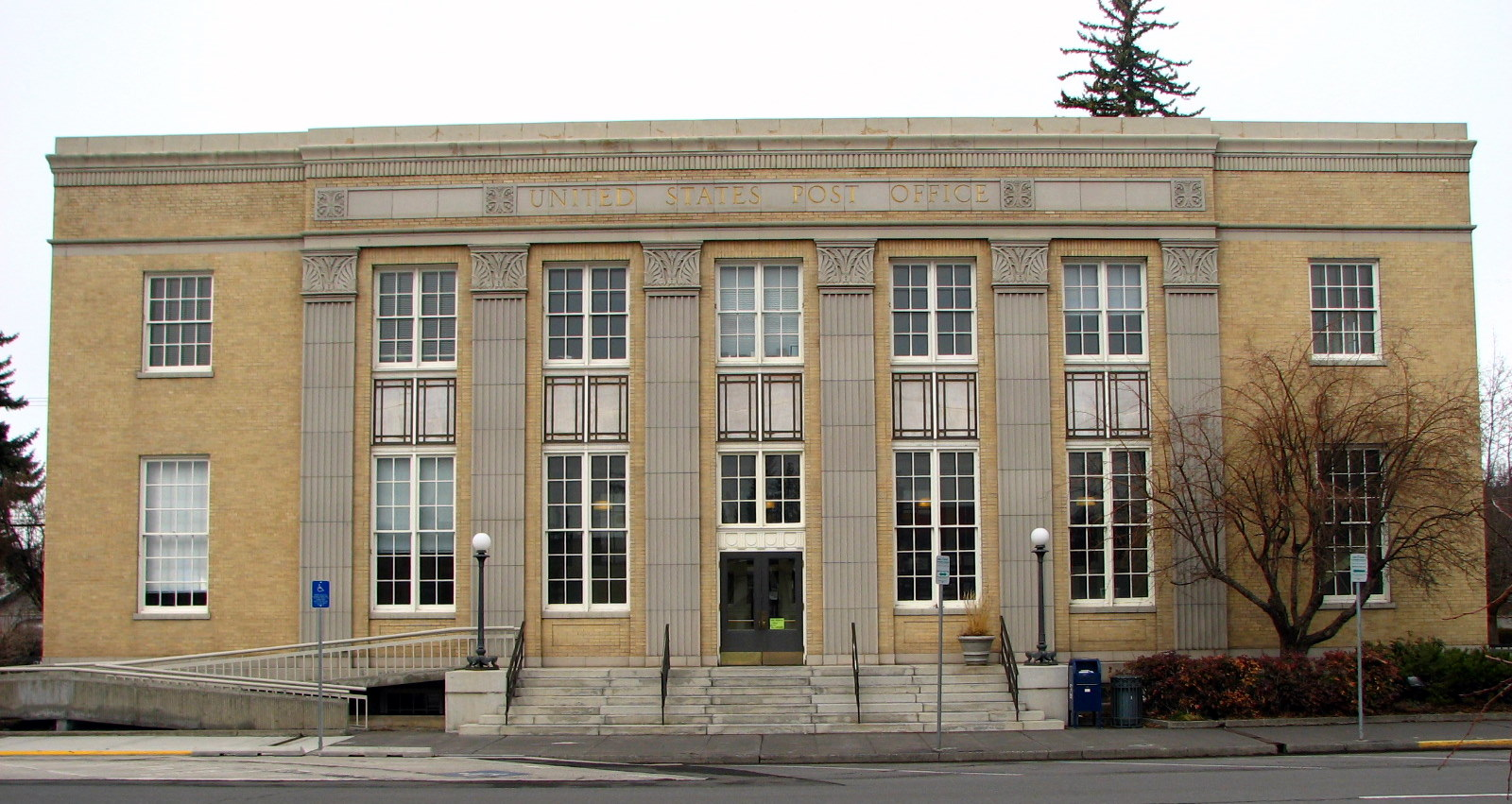
Old US Post Office

Der National Park Service führt für Bend insgesamt 30 Bauwerke und Stätten im National Register of Historic Places an, darunter das Old US Post Office.

## Bildung
Bend liegt im Bend-LaPine Schuldistrikt. Es gibt vier Highschools (Klasse 9–12): Mountain View High School, Summit High School, Mashall High School und Bend Senior High School. Mittelschulen (Klasse 6–8) sind Cascade Middle School, High Desert Middle School, Pilot Butte Middle School und Sky View Middle School. Außerdem gibt es zwölf Grundschulen und drei Magnet Schools. Außerdem gibt es noch zahlreiche Privatschulen.
In Bend ist zudem noch das Central Oregon Community College (COCC) beheimatet.

## Verkehr
Bend ist an die US Highways 97 und 20 sowie an den Cascade Lakes Scenic Byway angebunden. Entlang der Nord-Süd-Achse der Stadt verläuft eine Linie der BNSF Railway, die überwiegend dem Gütertransport dient, die aber auch der Amtrak-Personenzug Coast Starlight befährt. Bend ist aber kein Halt auf dieser Strecke, der nächstgelegene Bahnhof ist Chemult, rund 100 km südlich, von wo Shuttle-Busse einen Anschluss nach Bend herstellen. Die Stadt verfügt mit dem Bend Municipal Airport über einen öffentlichen Flugplatz, der sich im Besitz der Stadt befindet und ca. 9 km nordöstlich der Innenstadt liegt. Außerdem befindet sich in unmittelbarer nähe des Vulkankegels Pilot Butte der private Pilot Butte Airport.

## Sport
Die Stadt verfügt mit dem Vince Genna Stadium über ein Baseball-Stadion mit rund 3500 Sitzplätzen. Dort sind die Bend Bandits beheimatet, die in der Western Baseball League spielen. Außerdem tritt dort das College-Team Bend Elks aus der West Coast Collegiate Baseball League an.

## Söhne und Töchter der Stadt
- William A. Niskanen (1933–2011), Professor für Wirtschaft
- William Keith Weigand (* 1937), römisch-katholischer Bischof
- Leslie Bovee (* 1949), Pornodarstellerin
- Kiki Cutter (* 1949), Skirennläuferin
- Douglas Herland (1951–1991), Ruderer
- Christopher Horner (* 1971), Profi-Radrennfahrer
- Jesse Thomas (* 1980), Duathlet und Triathlet
- Kevin Francis (* 1982), Skirennläufer
- Morgan Arritola (* 1986), Skilangläuferin und Langstreckenläuferin
- Tommy Ford (* 1989), Skirennläufer
- Ian Boswell (* 1991), Radrennfahrer

## Marskrater
Nach Bend ist ein Marskrater benannt.